# Лопен Цечу Рінпоче
Лопен Цечу Рінпоче (нім. Lopön Tsechu) (1918, Нобуганг?, Пемагацел (дзонгхаг), Бутан — 10 червня 2003 р.) — великий учитель Тибетського буддизму, відомий у Гімалаях.

## Навчання
Хлопчиком, його навчали як монаха у монастирі Фунака Дзонг в Бутані. Він навчався з важливими вчителями з усіх головних тибетських буддійських шкіл, особливо з родів Друкпа Каг'ю і Карма Каг'ю. Після зустрічі з XVI Г'ялва Кармапою в Бутані у 1944 році, Лопен Цечу Рінпоче став його близьким учнем і отримав від нього найважливіші вчення лінії Карма Каг'ю. Кармапа висловив наступне про Рінпоче: «Якщо я Будда, то він — Ананда». Ананда був головним учнем Будди. Окрім передач, отриманих Кармапою, Рінпоче отримував високі передачі від різних великих майстрів з інших трьох родин (Гелуг, Сак'я, Ньїнґма) тибетського буддизму.
Лопен Цечу став першим учителем Оле Нідала, засновника і лідера буддизму Алмазного шляху на Заході.
У 90-х роках XIX ст. був в Україні в смт Мирне (Мелітополь, Запорізька область), в тому числі у Національному історико-археологічному заповіднику «Кам'яна Могила» разом з Оле Нідалом.

## Книги
- Безмятежное сияние истины. Лопен Цечу Ринпоче /пер. с англ. Ориенталия. — Серия: Колесо времени. — 2013. — 144 с. ISBN 978-5-91994-037-1

## Ступи
Лопен Цечу Рінпоче був організатором та учасником побудування ступ, пам'ятників, що символізують просвітлений розум Будди, як на Сході, так і на Заході. Перлиною його кар'єри й однією з його найбільших спадщин є Бенальмадена Ступа, розташована в Бенальмадене, Іспанія. Відкрита у 2003 році, вона має висоту 33 метри (або 108 футів).
- Stupa Cudów w Polsce (Kuchary) [Архівовано 23 березня 2019 у Wayback Machine.](англ.), (пол.)
- Benalmádena Stupa [Архівовано 27 жовтня 2007 у Wayback Machine.](англ.), (ісп.)